# Adlinda
Adlinda é a terceira maior estrutura de anéis múltiplos (cratera de impacto) em Calisto, medindo cerca de 1 000 km de diâmetro. Ela está situada no hemisfério sul de Calisto. O nome veio da mitologia inuíte.
Uma outra cratera de impacto, chamada Lofn, está sobreposta a Adlinda.